# 張悅軒
張悅軒（2007年11月12日—），中国儿童模特，模特张亮之子。太平鳥童裝代言人，拍攝過《達人誌》、《GQ》等雜誌，參加過湖南衛視《快樂大本營》、《天天向上》、《爸爸去哪兒》等節目。

## 個人經歷
2013年10月參加中国大陆湖南衛視《爸爸去哪兒 (第一季)》节目录制从而受到关注。

## 作品

### 綜藝節目
| 年份   | 日期     | 電視台       | 節目名稱            | 備註                                              |
| 2011年 | 8月27日  | 湖南衛視     | 快乐大本营          | 與父親及劉巍、鄒容                                |
| 2013年 |          | 湖南衛視     | 爸爸去哪兒 (第一季) | 與父親全季參與                                    |
| 2013年 | 10月12日 | 湖南衛視     | 天天向上            | 與父親及《爸爸去哪兒》第一季參與者                |
| 2013年 | 11月2日  | 湖南衛視     | 快乐大本营          | 與父親及《爸爸去哪兒》第一季參與者                |
| 2014年 | 1月18日  | 金鹰卡通卫视 | 疯狂的麦咭          | 與父親、李锐、跳跳                                |
| 2014年 | 2月6日   | 湖南衛視     | 百变大咖秀 (第五季) | 第4期，模仿賈寶玉；與父親演唱《爸爸去哪兒》主題曲 |

### 电影
- 《爸爸去哪儿》
- 微電影《家期》
- 《捉妖記》(客串)
- 《爸爸的3次婚禮》(主演)

### MV
- 蘇醒《心世界》

### 廣告代言
- 太平鳥童裝代言人

## 資料來源
- 天天張悅軒迎6歲生日 男神爸爸張亮秀溫情時刻
- 爸爸去哪兒五寶貝火了 張悅軒被偷拍石頭成廣告新寵 （页面存档备份，存于）